# Список дипломатичних місій Ісландії

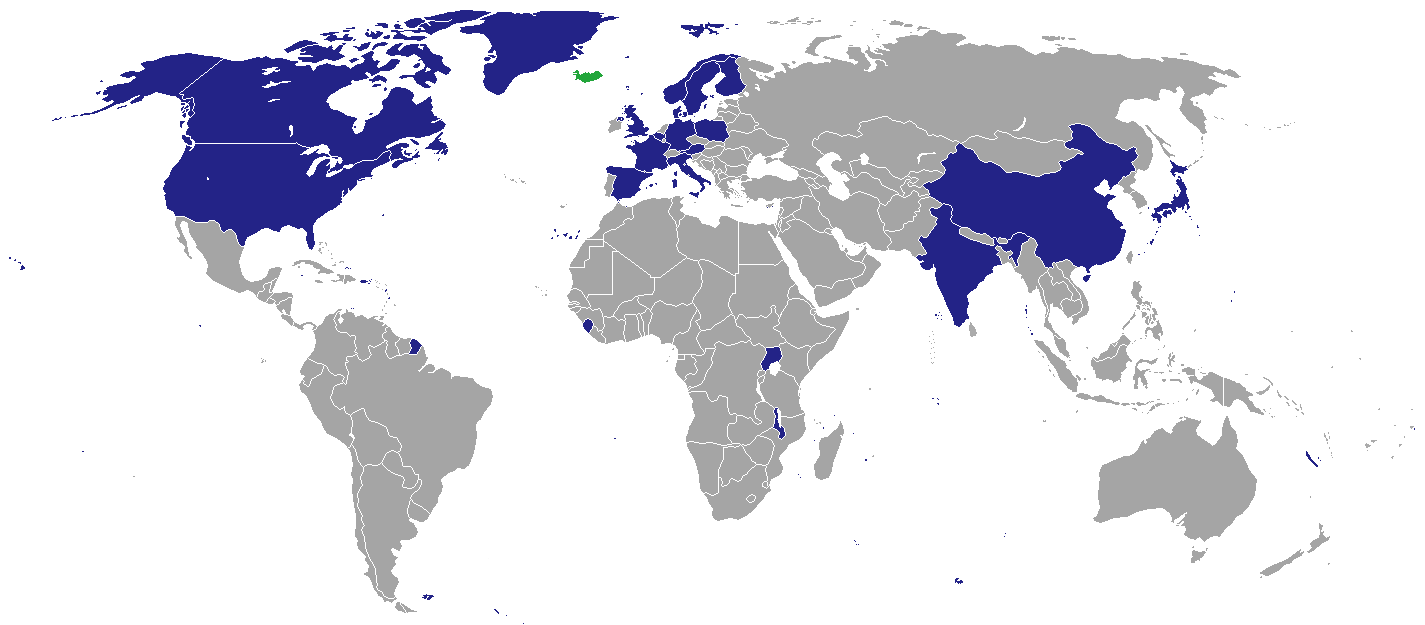
Країни, в яких є посольство Ісландії.

Нижче представлено список дипломатичних місій Ісландії. Наразі Ісландія має посольства у 18 країнах, 4 генеральних консульства та 3 представництва при міжнародних організаціях.

## Посольства та делегації
| Посольство в          | Акредитоване в |
| --------------------- | --- |
| Австрія               | - Боснія і Герцеговина - Північна Македонія - Словаччина - Словенія - Угорщина - Чехія - Організація з безпеки і співробітництва в Європі                                                                                      |
| Бельгія               | - Люксембург - Нідерланди - Сан-Марино - Швейцарія - Європейський Союз |
| Велика Британія       | - Ірландія - Йорданія - Катар - Мальта |
| Данія                 | - Болгарія - Румунія - Туреччина |
| Індія                 | - Бангладеш - Маврикій - Мальдіви - Малайзія - Непал - ПАР - Сейшельські Острови - Шрі-Ланка |
| Канада                | - Болівія - Гондурас - Коста-Рика - Панама - Венесуела |
| КНР                   | - Австралія - В'єтнам - Камбоджа - Лаос - Монголія - Нова Зеландія - Південна Корея - Північна Корея - Таїланд |
| Малаві                | |
| Мозамбік              | |
| Німеччина             | - Польща - Сербія - Хорватія - Чорногорія |
| Норвегія              | - Афганістан - Греція - Єгипет - Іран |
| США                   | - Аргентина - Бразилія - Гватемала - Мексика - Нікарагуа - Парагвай - Сальвадор - Уругвай |
| Уганда                | |
| Фінляндія             | - Естонія - Латвія - Литва - Україна |
| Франція               | - Алжир - Андорра - Джибуті - Ліван - Марокко - Монако - Іспанія - Італія - Туніс - Рада Європи - ЮНЕСКО - Організація економічного співробітництва та розвитку                                                                |
| Швеція                | - Албанія - Кувейт |
| Японія                | - Індонезія - Філіппіни |
| ООН (Нью-Йорк)        | - Антигуа і Барбуда - Багамські Острови - Барбадос - Беліз - Гаїті - Гаяна - Гренада - Домініка - Домініканська Республіка - Коста-Рика - Куба - Сент-Вінсент і Гренадини - Сент-Кіттс і Невіс - Сент-Люсія - Суринам - Ямайка |
| ЄАВТ СОТ ООН (Женева) | - Ватикан - Ліхтенштейн |
| НАТО (Брюссель)       | |

## Генеральні консульства
- Данія: Нуук, Ґренландія
- Данія: Торсгавн, Фарерські острови
- Канада: Вінніпег
- США: Нью-Йорк

## Галерея

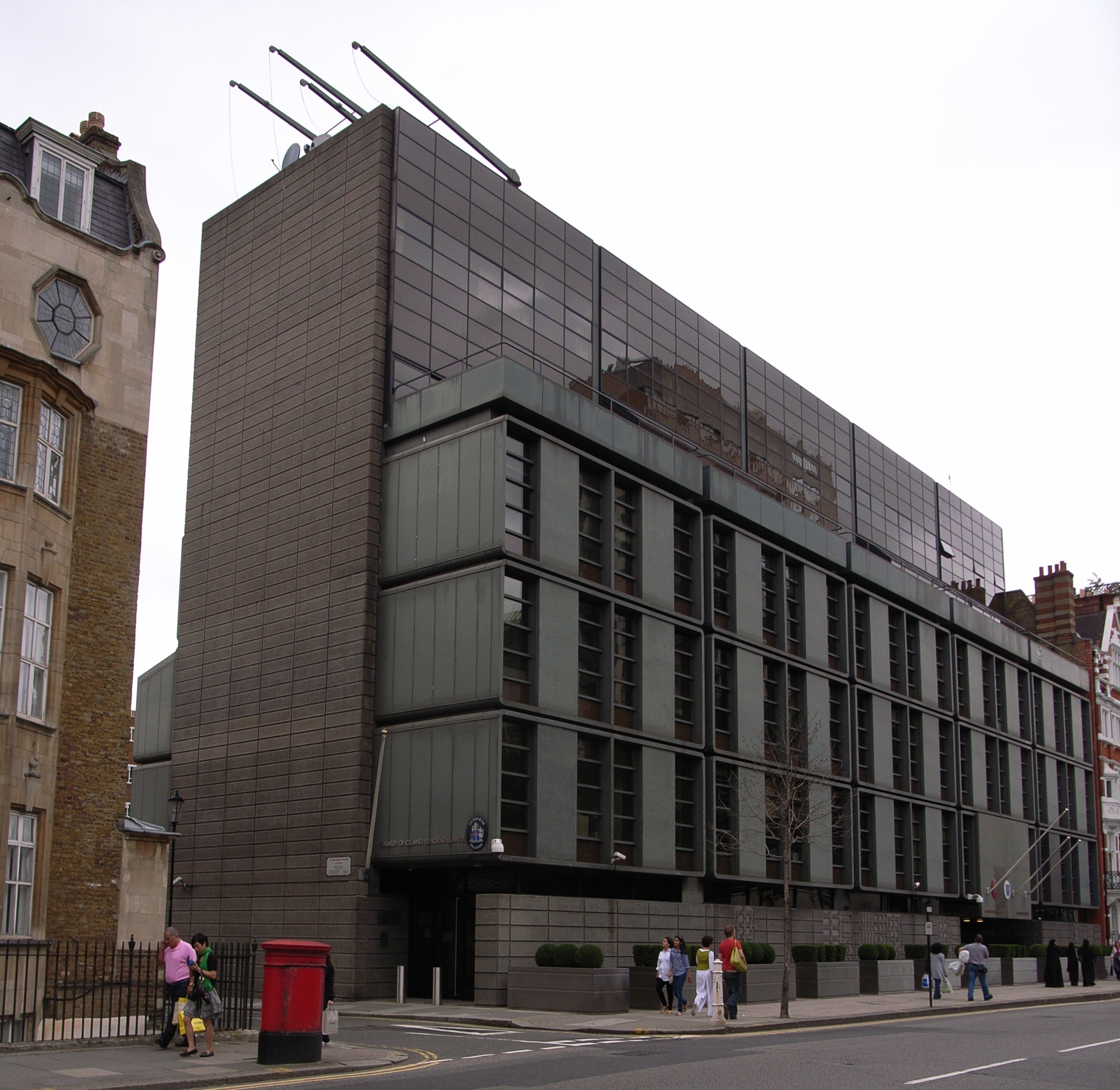
Посольство Ісландії у Великій Британії
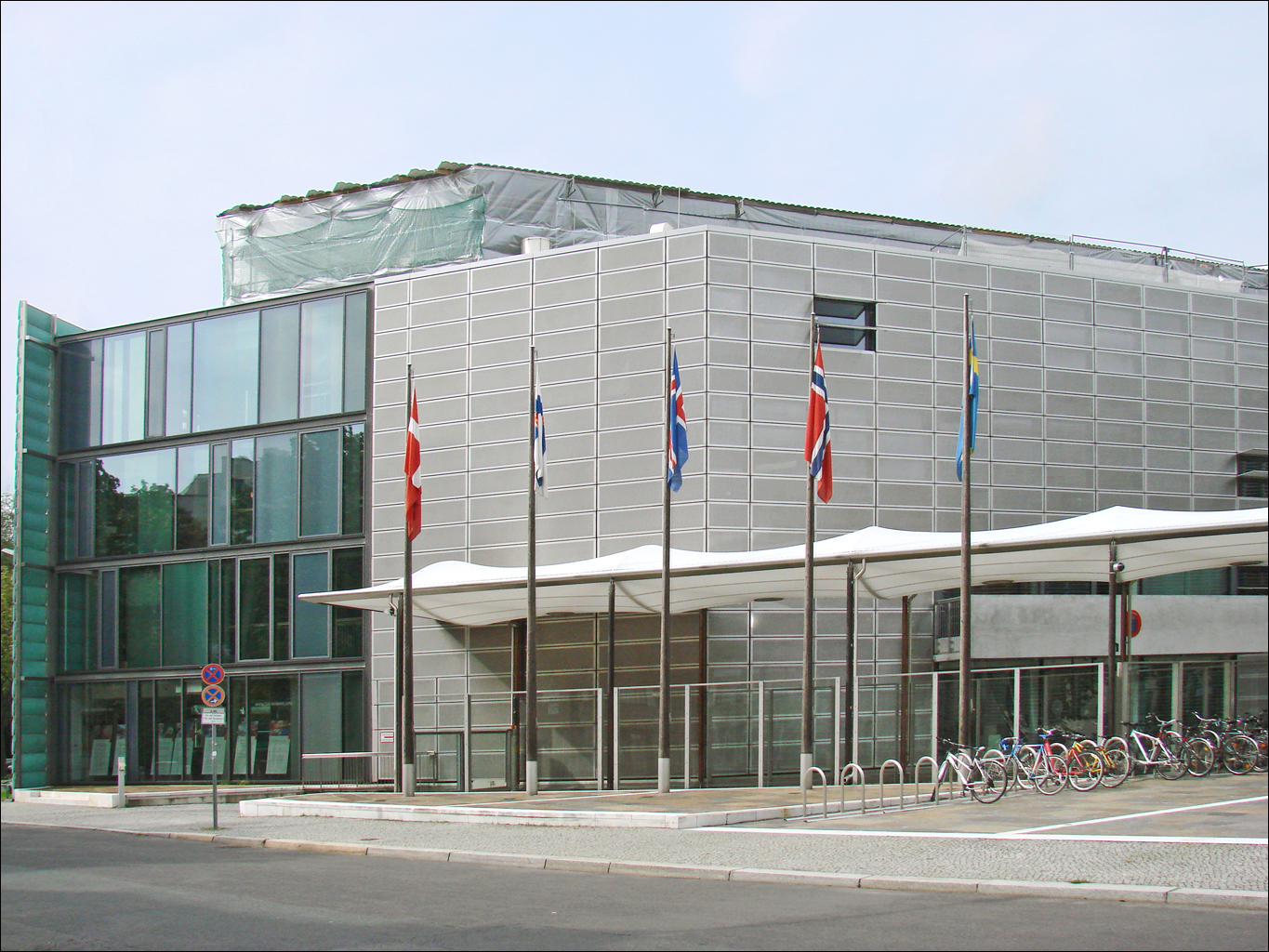
Посольство Ісландії в Німеччині (разом із посольствами Данії, Норвегії, Фінляндії та Швеції)
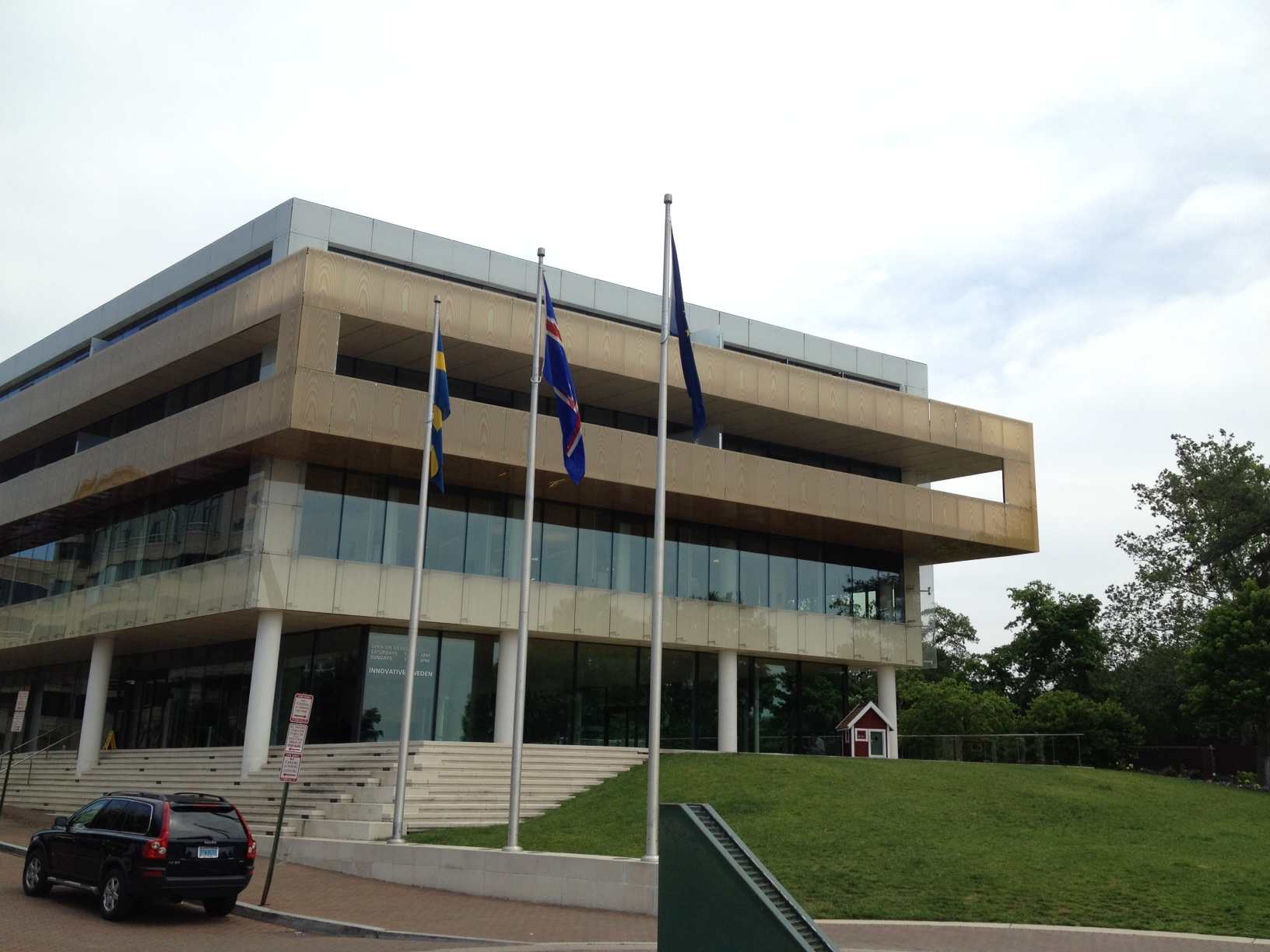
Посольство Ісландії в США (разом із посольством Швеції)
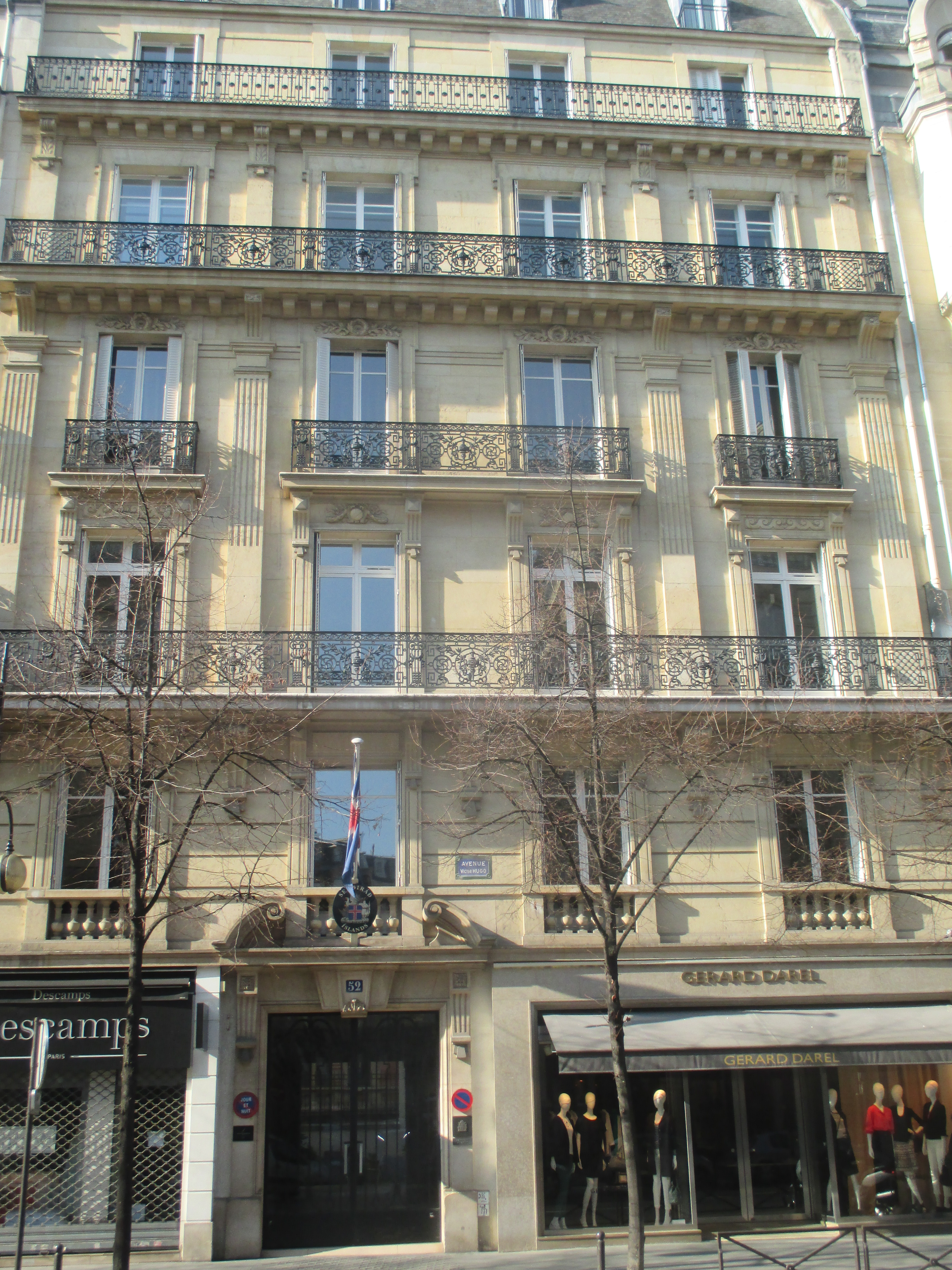
Посольство Ісландії у Франції
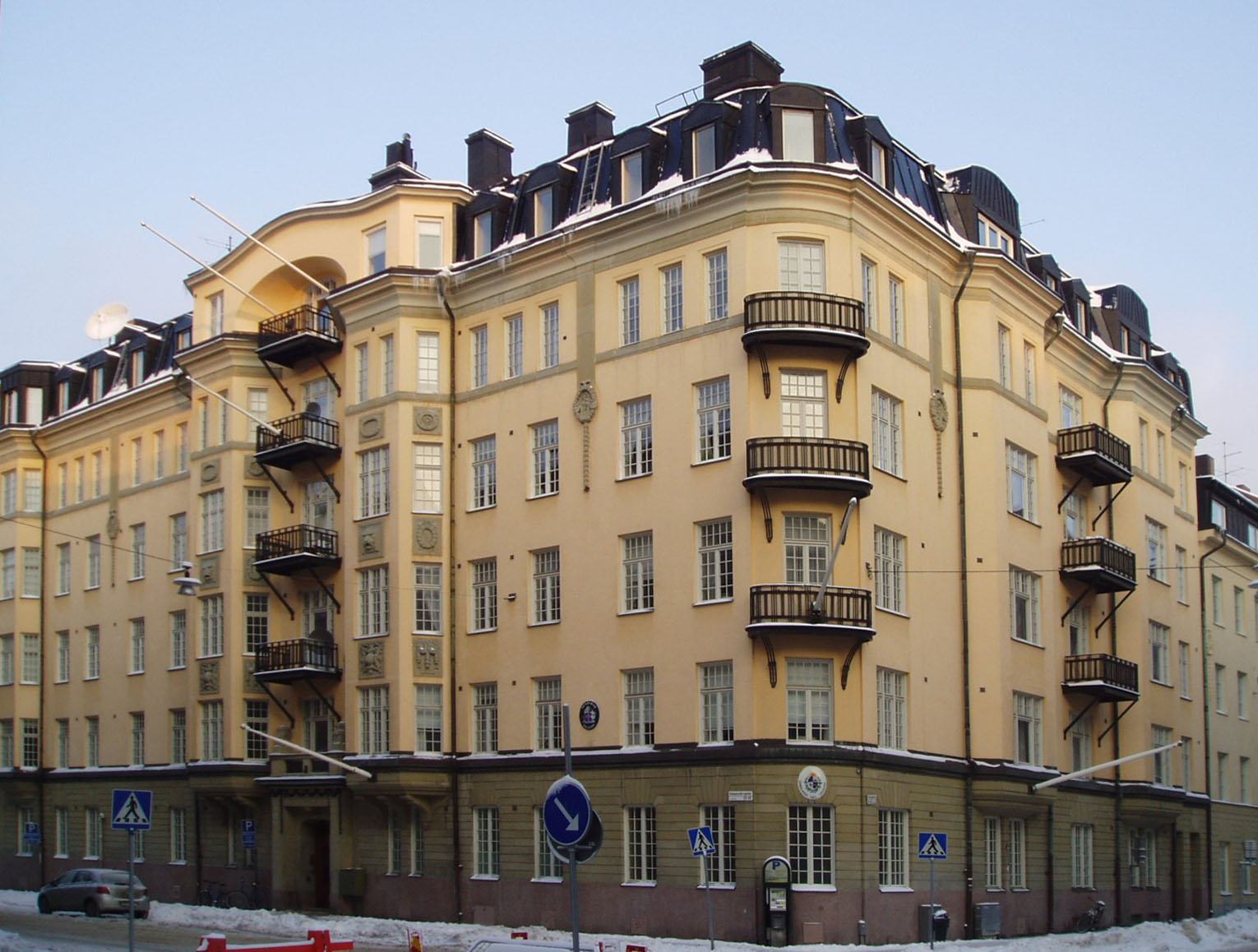
Посольство Ісландії у Швеції
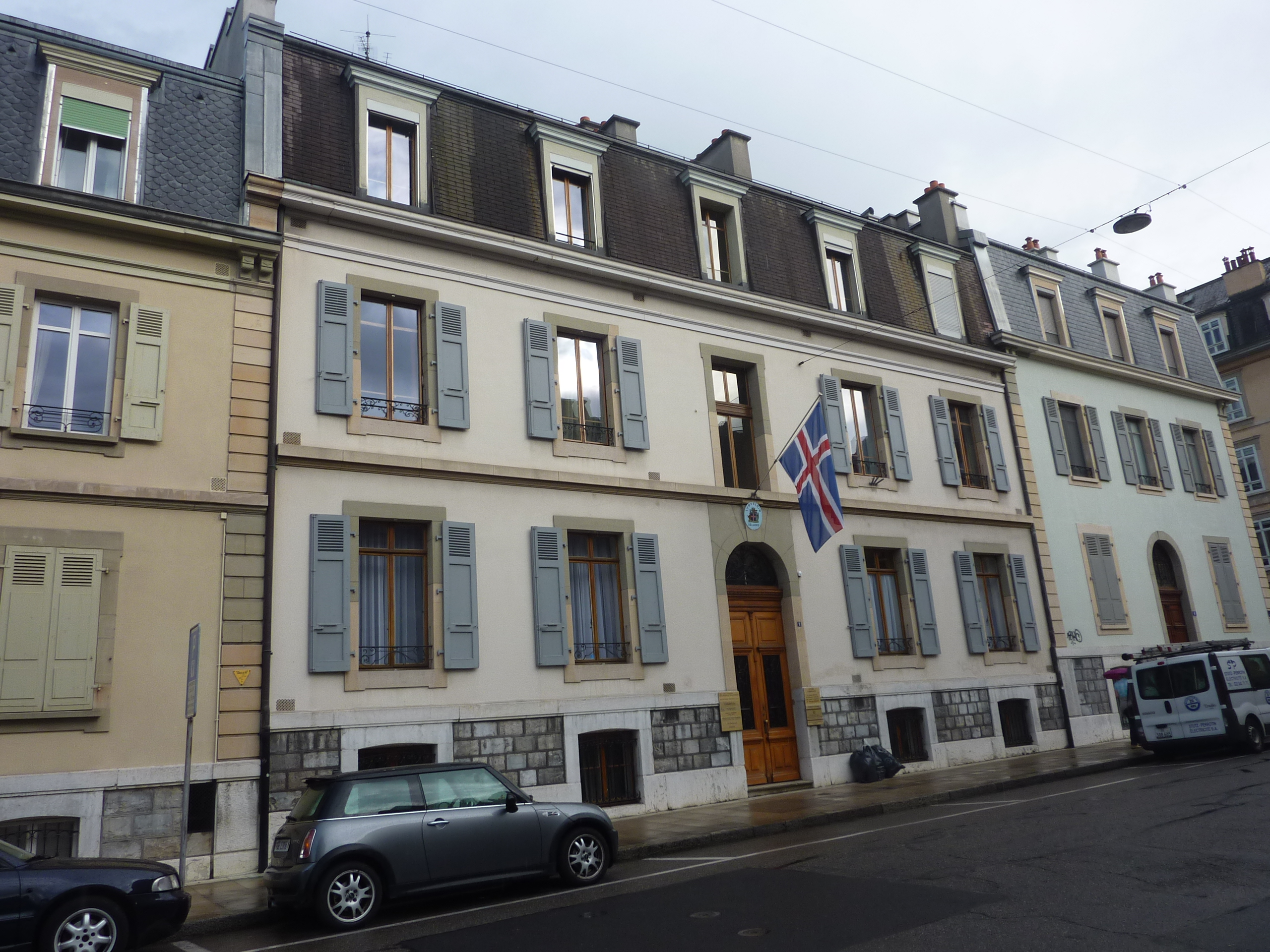
Делегація Ісландії до міжнародних організацій в Женеві